# Jerrie Mock
Jerrie Mock   (Newark, 22 de novembre de 1925 - Quincy, 30 de setembre de 2014) va ser una pilot d'avió estatunidenca i la primera dona en fer la volta al món en solitari, l'any 1964. Va fer-ho en una avioneta Cessna 180 d'un sol motor, (amb matrícula N1538C) batejada amb el nom "Esperit de Colom" i amb el malnom "Charlie".

## Vida primerenca

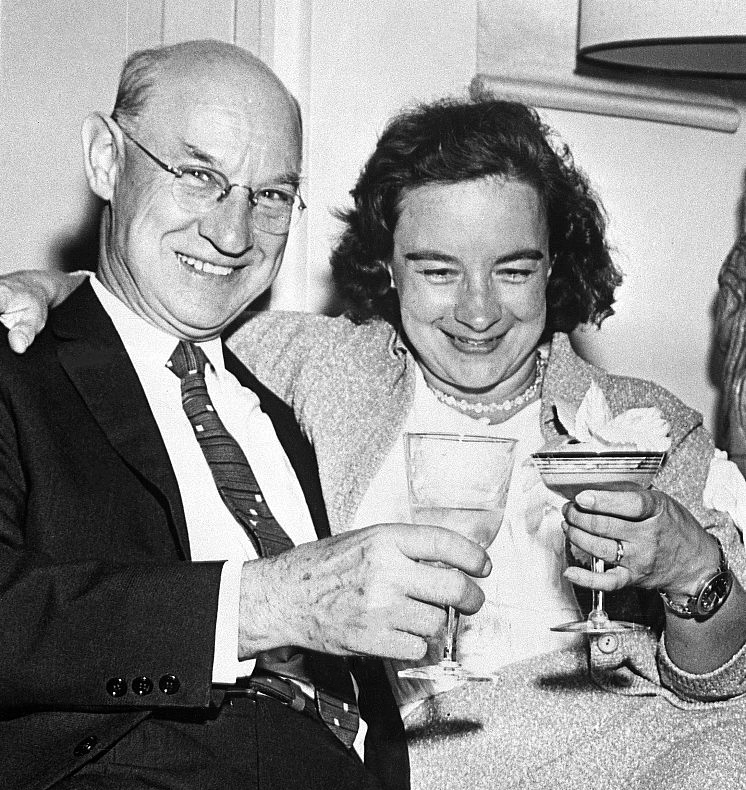
Mock amb el seu pare el 18 d'abril de 1964

Va néixer a Newark, Ohio, filla de Timothy i Blanche (Wright) Fredritz. Els seus avis paterns eren emigrants alemanys. Durant la seva infantesa va trobar que tenia més en comú amb els nois. El seu interès per volar es va iniciar quan tenia 7 anys i ella i el seu pare van volar a la cabina d'un avió Ford Trimotor. A l'institut va fer un curs d'enginyeria, al qual era l'única noia, i va decidir que volar era la seva passió. Es va graduar de l'Institut de Newark l'any 1943 i va anar a la Universitat Estatal d'Ohio (OSU). A l'OSU es va fer membre de Phi Mu. Va abandonar els seus estudis universitaris quan es va casar amb el seu marit, Russell Mock, l'any 1945.

## Vol al voltant del món
Va començar el viatge el 19 de març de 1964, a Columbus, i va acabar el 17 d'abril del mateix any a la mateixa ciutat, amb una durada de 29 dies, 21 escales i gairebé 36.790 kilòmetres (unes 22.860 milles). Una part gairebé oblidada d'aquest vol és la competició que va mantenir amb Joan Merriam Smith, qui s'havia enlairat des d'un camp de prop de San Francisco el 17 de març de 1964. La data de sortida de la Joan i la seva ruta de vol eren els mateixos que els de l'últim vol de l'Amelia Earhart últim vol i, tot i que no competien de forma directa l'una amb l'altra, la cobertura dels mitjans de comunicació aviat va començar a seguir el progrés de les dues pilots fascinats per veure qui de les dues completaria abans el viatge, sent Mock la primera.
Durant el seu vol, Mock va passar pel Marroc, l'Aràbia Saudita i Vietnam, entre d'altres països. Després dels dies estressants de viatge pel damunt de l'Oceà Atlàntic, la va rebre el president de l'Aero Club del Marroc i va passar la nit en una casa francesa on, segons Mock, "allà no hi havia cap malson de tempesta elèctrica sobre l'Atlàntic. Vestida en setí vermell, vaig ballar dins palaus de marbre." Després, va volar fins l'Aràbia Saudita, on va aterrar a l'aeroport de Dhahran. En el seu llibre, recordava que després d'aterrar a l'Aràbia Saudita la multitud d'homes al voltant seu la miraven estranyats. Un dels homes es va apropar a la seva aeronau. “El seu cap cobert d'un kaffiyeh blanc va assentir de forma vehement, i va cridar a la gentada que no hi hi havia cap home. Això va provocar una gran ovació”. Va ser tota una atracció a l'Aràbia Saudita, on les dones no van poder conduir cotxes fins a l'any 2017, molt menys pilotar un avió. Viatjar pel món li va donar noves perspectives i experiències. Volant per sobre del Vietnam, va anotar: "En algun lloc no gaire lluny s'està lluitant una guerra, però des del cel estant, tot sembla pacífic."

## Assoliments i reconeixement
La història d'aquesta cursa es relata al llibre escrit per Taylor Phillips amb el títol Racing to Greet the Sun, Jerrie Mock and Joan Merriam Smith Duel to Become the First Woman to Solo Around the World (2015). Mock, per tant, va guanyar la medalla Louis Blériot de la Fédération Aéronautique Internationale l'any 1965. L'any 1970 va publicar la història de la seva volta al món al llibre Three-Eight Charlie. Tot i que aquest llibre ara ja és fora de catàleg, més endavant se'n va publicar una edició en commemoració del 50è aniversari de la fita, incloent mapes, cartes meteorològiques i fotografies. Three-Eight Charlie és una referència a l'indicatiu, N1538C, de l'avioneta Cessna 180 Skywagon que Mock va utilitzar per al seu viatge al voltant del món. Abans de la seva mort, havent estat mare de tres fills, va residir a Quincy, Florida, al nord-oest de Tallahassee, la capital de l'estat. Un familiar la va trobar difunta a casa seva, el 30 de setembre de 2014.

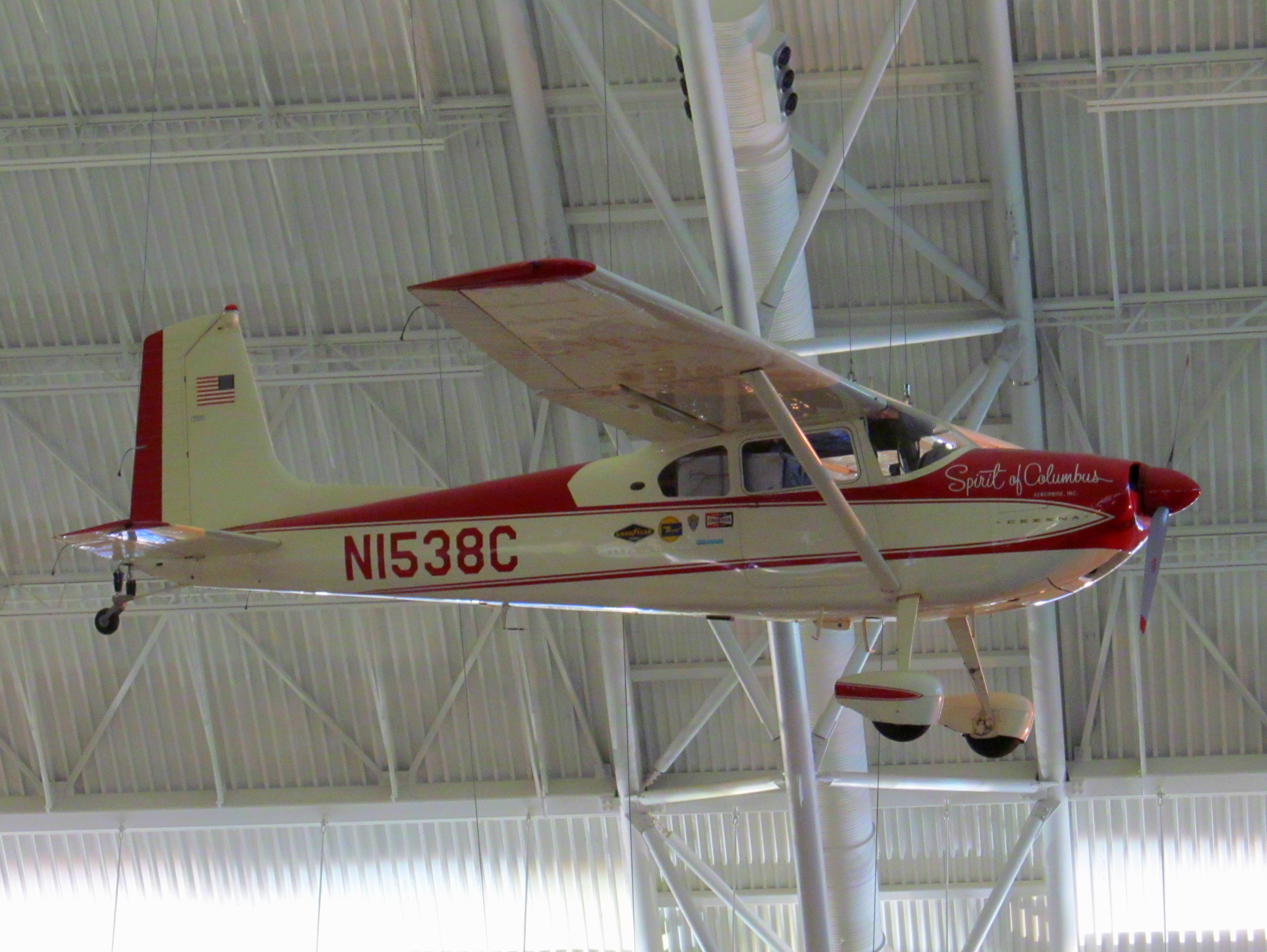
Jerrie Simulat Esperit de Columbus, un Cessna 180

### Rècords d'aviació mundials oficials: 1964–69
(Reconeguts i acceptats per la National Aeronautic Association i la Fédération Aéronautique Internationale)
1964
- Velocitat al voltant del món, Classe C1-c
- Velocitat al voltant del món, Femení

1965
- Velocitat en un circuit tancat de 500 km, Classe C1-b

1966
- Distància en línia recta, Femení

1968

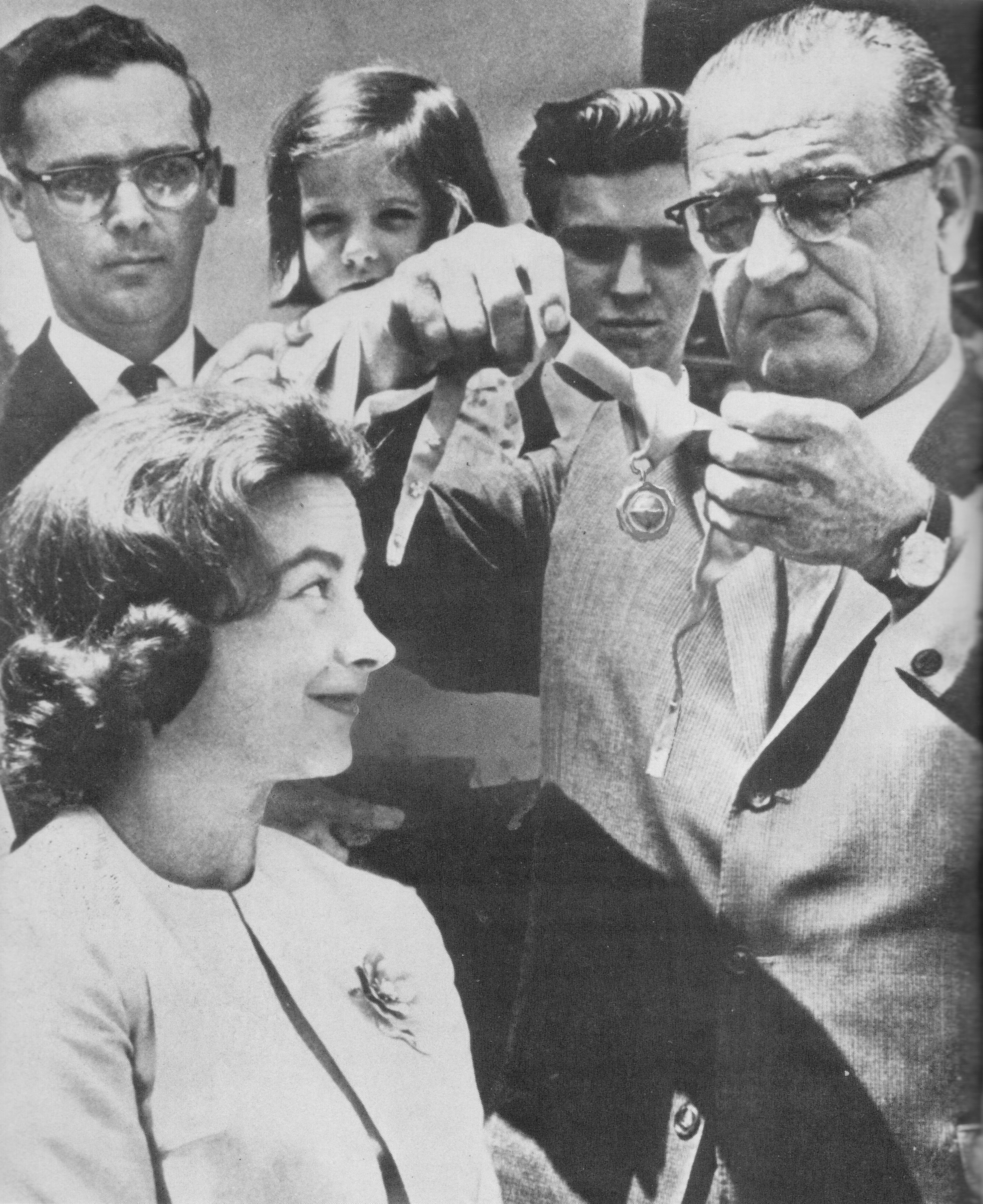
El President Johnson li atorga la Medalla d'Or de l'Agència Federal d'Aviació el 4 de maig de 1964

- Distància en un circuit tancat, Classe C1-c
- Distància en un circuit tancat, Femení
- Velocitat en un circuit reconegut

1969
- Velocitat sobre un circuit reconegut

### Va ser la primera dona a
- Volar en solitari al voltant del món
- Volar al voltant del món en un avió d'un sol motor
- Volar des dels Estats Units a l'Àfrica per la ruta de l'Oceà Atlàntic nord
- Travessar l'Oceà Pacífic en un avió d'un sol motor
- Travessar l'Oceà Pacífic de l'oest a Est
- Travessar tant l'Oceà Atlàntic com el Pacífic
- Travessar l'Oceà Pacífic en les dues direccions

### Premis i guardons
- Medalla d'Or d'Agència d'Aviació federal Medalla per Servei Excepcional
- Glenn Hammond Curtiss Medalla de Plata, Pittsburgh OX-5 Club[14]
- 14 de setembre de 2013 va ser declarat Jerrie Dia Simulat per un oficial proclamation de Newark, Sala de Jeff d'alcalde d'Ohio.[15]